# Contigo en la mañana
Contigo en la mañana es un programa chileno de tipo magacín matinal transmitido por Chilevisión. Cuenta con la conducción de Julio César Rodríguez y Andrea Aristegui. Se caracteriza por tratar y debatir temas de actualidad noticiosa con una mirada más cercana y entretenida.

## Controversias
El día 18 de mayo de 2020, fue comunicada la cuarentena obligatoria para los animadores, debido a que tuvieron contacto con un positivo de Coronavirus, el senador Manuel José Ossandon, además de realizarles el examen PCR. El día 20 de mayo de 2020, se supo que la animadora del matinal, Monserrat Álvarez, dio positivo al examen. A partir del resultado de este examen, Chilevisión comunicó y solicitó como medida preventiva la cuarentena a todos los miembros del equipo con los cuales la conductora tuvo contacto laboral.

## Equipo

### Presentadores
| Década | Año  | Presentadores oficiales                   |
| ------ | ---- | ----------------------------------------- |
| 2010   | 2019 | Julio César Rodríguez y Monserrat Álvarez |
| 2020   | 2020 | Julio César Rodríguez y Monserrat Álvarez |
| 2020   | 2021 | Julio César Rodríguez y Monserrat Álvarez |
| 2020   | 2022 | Julio César Rodríguez y Monserrat Álvarez |
| 2020   | 2023 | Julio César Rodríguez y Monserrat Álvarez |
| 2020   | 2024 | Julio César Rodríguez y Monserrat Álvarez |
| 2020   | 2025 | Julio César Rodríguez y Andrea Arístegui  |

### Equipo ejecutivo
- Productora ejecutiva: Carmen Gloria Lobos
- Director: Felipe Cisternas
- Productor general: Marcelo Urrejola
- Editor general: Mauricio Gárnica
- Editor entretención: Mauricio Weitzel
- Productoras periodísticas: Carolina Ávila, Claudia González
- Periodistas: Emilia Daiber y Carolina Garrido
- Conductores y Panelistas: Julio César Rodríguez y Monserrat Álvarez, Allison Göhler y Eduardo de la Iglesia
- Conductores reemplazo: Humberto Sichel y Macarena Pizarro

## Premios y nominaciones
|      |                | Categoría     | Resultado | Referencia |
| ---- | -------------- | ------------- | --------- | ---------- |
| 2019 | Copihue de Oro | Mejor Matinal | Nominado  | [ 3 ]      |
| 2021 | Copihue de Oro | Mejor Matinal | Ganador   | [ 4 ]      |